# Portrait of Art Farmer
Portrait of Art Farmer è un album di Art Farmer, pubblicato dalla Contemporary Records nel 1958.

## Tracce
Lato A
1. Back in the Cage – 5:02 (Art Farmer) – Registrato il 19 aprile 1958 a New York
2. Stablemates – 4:32 (Benny Golson) – Registrato il 19 aprile 1958 a New York
3. The Very Thought of You – 6:34 (Ray Noble) – Registrato il 1º maggio 1958 a New York
4. And Now... – 6:05 (Art Farmer) – Registrato il 1º maggio 1958 a New York

Lato B
1. Nita – 4:25 (George Russell) – Registrato il 19 aprile 1958 a New York
2. By Myself – 6:13 (Arthur Schwartz, Howard Dietz) – Registrato il 19 aprile 1958 a New York
3. Too Late Now – 5:55 (Alan Jay Lerner, Burton Lane) – Registrato il 19 aprile 1958 a New York
4. Earth – 4:10 (Art Farmer) – Registrato il 1º maggio 1958 a New York

Edizione CD del 1988, pubblicato dalla Original Jazz Classics Records OJCCD-166-2
1. Back in the Cage – 5:02 (Art Farmer)
2. Stablemates – 4:32 (Benny Golson)
3. The Very Thought of You – 6:34 (Ray Noble)
4. And Now... – 6:05 (Art Farmer)
5. Nita – 4:25 (George Russell)
6. By Myself – 6:13 (Arthur Schwartz, Howard Dietz)
7. Too Late Now – 5:55 (Alan Jay Lerner, Burton Lane)
8. Earth – 4:10 (Art Farmer)
9. Folks Who Live on the Hill – 4:35 (Oscar Hammerstein II, Jerome Kern) – Bonus Track[3]

- Brano CD numero 9, registrato il 1º maggio 1958 a New York

## Musicisti
- Art Farmer - tromba
- Hank Jones - pianoforte
- Addison Farmer - contrabbasso
- Roy Haynes - batteria